# Râul Cungrea
Râul Cungrea este un curs de apă, afluent al râului Cungrea Mică. 